# Rhynchospora plumosa
Rhynchospora plumosa là loài thực vật có hoa trong họ Cói. Loài này được Elliott miêu tả khoa học đầu tiên năm 1816.